# Det de Beus
Anna Maria Bernadette „Det” de Beus (ur. 18 lutego 1958 w Utrechcie w Utrechcie, zm. 21 lipca 2013 w Enkhuizen) – holenderska hokeistka na trawie. Dwukrotna medalistka olimpijska.
W reprezentacji Holandii debiutowała w 1978. Brała udział w dwóch igrzyskach (IO 84, IO 88), na obu zdobywając medale: złoto w 1984 i brąz cztery lata później. Była bramkarką. Z kadrą brała udział m.in. w mistrzostwach świata w 1978, 1983 i 1986 (tytuły mistrzowskie) oraz kilku turniejach Champions Trophy i mistrzostw Europy (tytuły mistrzowskie w 1984 i 1987). Łącznie w kadrze rozegrała 105 spotkań, karierę zakończyła po drugich swoich igrzyskach.